# Barbus pygmaeus
Barbus pygmaeus är en fiskart som beskrevs av Max Poll och Gosse, 1963. Barbus pygmaeus ingår i släktet Barbus och familjen karpfiskar. IUCN kategoriserar arten globalt som otillräckligt studerad. Inga underarter finns listade.